# Societat Cooperativa Limitada del Camp l'Arbequina
La Societat Cooperativa Limitada del Camp l'Arbequina és un edifici industrial del municipi d'Arbeca (Garrigues) inclosa en l'Inventari del Patrimoni Arquitectònic de Catalunya.

## Descripció
És una edificació similar a les construccions projectades per a altres indrets de la zona. Avui ha sofert moltes modificacions i en resta com a element original la façana amb l'arc que aporta llum a l'interior.
És un edifici de tipus agrícola similar als existents en la comarca, amb idèntica funcionalitat, alguns d'ells projectats també per Cèsar Martinell i Brunet. És una nau treballada amb pedra i obra vista o ceràmica cuita, tractada tota ella com un element ornamental. La part baixa és de pedra irregular i la superior, d'obra vista. A la façana principal destaca el gran finestral d'arc de mig punt, subdividit per pilarets verticals. La façana posterior (abans l'entrada principal era pel carrer de Lleida, però arran de les ampliacions i el canvi de funcionalitats, es va traslladar al carrer Santiago Russinyol) té a la planta baixa finestres d'arc rebaixat, dividides també verticalment per pilarets; el mateix patró se segueixen a les façanes laterals.
La coberta és sostinguda per encavallades de fusta i la teulada és a dues aigües. Les construccions annexes són de maó i arrebossat amb coberta de teula i fibrociment.

## Història
Aquest sindicat tracta actualment amb oli, cereals i ametlles, però als seus inicis només tenia oli i adobs. Entre el 1950 i 1959 s'introdueix el treball del vi, ja que era un sector amb molta força tot i que avui ja no hi ha producció.
El molí primitiu procedia d'una altra cooperativa anomenada L'obrera, un molí antic. No és fins als darrers anys de la dècada dels setanta que es transformà la fàbrica, incorporant-hi una nova maquinària del tipus anomenat contínua.
Entre els anys 1969-1970 es feu un magatzem nou destinat als adobs; el 1972 van col·locar quatre sitges que shan anat ampliant fins a arribar a les vuit. En aquesta mateixa època també es va crear un nou espai per eixugar el panís i, entre 1974-1975, es va aixecar el magatzem de selecció de llavor.